# JM Tower
JM Tower – wieżowiec znajdujący się przy ul. Grzybowskiej 45 w Warszawie.

## Opis
Budynek jest fragmentem częściowo już zrealizowanego Centrum Żelazna. Przed rozpoczęciem budowy koncepcja budynku zmieniała się dwukrotnie. Końcowy projekt zakładał iż obiekt ma liczyć 29 kondygnacji nadziemnych i 92 metry wysokości, oraz ma mieć 27 tys. m² powierzchni. Budowa wieżowca zakończyła się na początku 2011.
W budynku znajdują się powierzchnie biurowe oraz hotelowe – Leonardo Royal Hotel Warsaw.